# Pascal-Prozess
Der Pascal-Prozess war ein Strafprozess vor dem Landgericht Saarbrücken, der den mutmaßlichen Mord an einem Jungen namens Pascal aufklären sollte, der im Herbst 2001 spurlos verschwunden war. Das fast dreijährige Verfahren, das als einer der spektakulärsten und langwierigsten Prozesse der saarländischen Justizgeschichte gilt, endete vor der 1. Strafkammer im September 2007 nach 147 Verhandlungstagen und 294 Zeugenvernehmungen mit Freisprüchen für alle zwölf Angeklagten.
Die Anklageschrift hatte den vier Frauen und acht Männern vorgeworfen, an der Vergewaltigung und Tötung des damals fünf Jahre alten Jungen im Hinterzimmer einer Kneipe beteiligt gewesen zu sein. Ein Mitangeklagter, dessen Verfahren zuvor abgetrennt worden war, wurde nach zwei Verhandlungstagen zu sieben Jahren Haft verurteilt. Die Hauptangeklagte, die Wirtin der Kneipe, erhielt wegen Drogendelikten eine Bewährungsstrafe von einem Jahr.
Am 13. Januar 2009 verwarf der Bundesgerichtshof die Revision der Staatsanwaltschaft, somit sind die Freisprüche rechtskräftig. Vom mutmaßlichen Opfer fehlt bis heute jede Spur.

## Ermittlungen
Am 30. September 2001 verschwand der damals fünf Jahre alte Pascal im Saarbrücker Stadtteil Burbach. Daraufhin wurde die Soko „Hütte“ eingerichtet, die jedoch trotz hunderter Zeugenaussagen den Jungen nicht finden konnte. Der Verdacht richtete sich zunächst gegen die 18-jährige Stiefschwester, nachdem deren jüngere Schwester aussagte, die ältere Schwester habe Pascal nach einem Streit mit einer Schaufel erschlagen und ihr die Tat gestanden. Das Mädchen widerrief diese Aussage jedoch; noch vor Auftakt des eigentlichen Pascal-Prozesses klagte die damals Fünfzehnjährige gegen die ermittelnden Beamten. Diese hätten sie mittels physischer Gewaltanwendung gezwungen, diese Aussage zu widerrufen, um stattdessen als zweite Version von einem Mann zu berichten, der Pascal am Tage seines Verschwindens im Auto mitgenommen habe. Das Verfahren wegen Körperverletzung und Aussageerpressung wurde eingestellt, da die beschuldigten Beamten aussagten, das Mädchen habe lediglich einen unbeabsichtigten Unfall gehabt, während die Zeugin beteuerte, auch von ihrer älteren Schwester, die von ihr des Totschlags an Pascal bezichtigt worden war, zu der Version mit dem Mann im Auto gedrängt worden zu sein. Während des eigentlichen Pascal-Prozesses, als es nur noch um ihre erste Aussage ging, wonach ihre ältere Schwester Pascal erschlagen haben sollte, widerrief sie diese Aussage wieder und verwies auf das Drängen der bezichtigten älteren Schwester, sie nicht weiter zu beschuldigen.
Unabhängig davon ging das Jugendamt des damaligen Stadtverbands Saarbrücken bereits seit geraumer Zeit einem Fall von möglicher Kindeswohlgefährdung im Burbacher Milieu nach. Es betraf einen sechsjährigen Jungen, von der Polizei und den Medien „Kevin“ (auch: „Andreas“, „Andi“, „Tobias“, „Bernie“) benannt. Besagter „Kevin“ (* 8. Januar 1995) war leiblicher Sohn und fünftes Kind der „Andrea M.“, sein Vater unbekannt, alle Geschwister bereits nach Geburt zur Adoption freigegeben. Die als debil beschriebene Mutter war als Gelegenheitsprostituierte im Umfeld der Burbacher „Tosa-Klause“ bekannt, einer 1999 eröffneten kleinen Stehkneipe mit Straßenverkauf, direkt an der viel befahrenen Hochstraße Nummer 76, vis-à-vis vom Saarländischen Landesamt für Soziales. Die hilflose Frau stand unter Betreuung der Kneipenwirtin „Christa W.“ und wohnte zusammen mit „Kevin“ auch in deren Haus im Saarbrücker Vorort Riegelsberg. Bald häuften sich Hinweise von Polizei, Nachbarschaft und Kindergarten, dass es dem Jungen dort nicht gut gehe. Da sich die Vorwürfe immer wieder zerstreuen ließen, geschah jahrelang nichts. Erst im Januar 2001 kam es zur Inobhutnahme, begründet mit starken Anzeichen von Misshandlung, Verwahrlosung und Verhaltensauffälligkeiten des Kindes, nicht jedoch wegen eines Missbrauchsverdachts. Nachfolgend wurde „Kevin“ einer anderen (zweiten) Pflegefamilie zugeführt.
Vom verschwundenen Pascal fehlte auch nach einem Jahr intensivster Ermittlungsarbeit jede Spur. Gleichzeitig, in einer (dritten) Pflegefamilie angekommen, berichtete „Kevin“ ab Herbst 2002 zunächst über erlittene Misshandlungen und schon bald, dass er und auch Pascal, den er gut gekannt haben wollte, von einer Gruppe Erwachsener sexuell missbraucht worden seien. Die durch Erzählungen des Kindes aufgeschreckte Pflegemutter führte teils handschriftliche, teils auf Tonband aufgezeichnete Gesprächsprotokolle nachfolgend den Behörden zu. Damit lieferte sie auch einen Erfolg versprechenden Ermittlungsansatz in dem schon seit Monaten stillstehenden Fall Pascal. Nach der Schilderung des nun achtjährigen „Kevin“ bestehe diese Gruppe regelmäßig gegen Kinder übergriffiger Erwachsener aus der Wirtin der Tosa-Klause „Christa W.“ sowie mehreren Stammgästen des Lokals. Die polizeilichen Ermittlungen der neu eingerichteten Soko „Riegel“ (in Anlehnung an den Wohnort der Wirtin) wendeten sich nun gegen diesen als „Tosa-Gemeinschaft“ benannten Personenkreis; im Februar 2003 ergingen Haftbefehle gegen die Wirtin und etwa zwei Dutzend Stammgäste.
Mehrere Beschuldigte machten gegenüber der Polizei belastende Angaben. Die leibliche Mutter des „Kevin“, Belastungszeugin und letztlich auch Beschuldigte „Andrea M.“ gab an, dass Pascal in die Kneipe gelockt, mehrfach vergewaltigt und anschließend mit einem Kissen erstickt worden sei. Die Leiche habe man in einem Müllsack in einer Sandgrube im französischen Schœneck verscharrt. Daraufhin wurde die Grube im April 2003 wochenlang von einer 70-köpfigen Einsatzgruppe der Polizei durchsucht. Ein Leichnam konnte jedoch nicht gefunden werden.
Der Polizei wird Fehlverhalten vorgeworfen: Sie habe schon länger durch einen Informanten von Kindesmissbrauch in der „Tosa-Klause“ gewusst, ohne einzugreifen. Durch Hinweise aus Nachbarschaft und Kindergarten hätte das Jugendamt bereits Jahre vor der Inobhutnahme des „Kevin“ Kenntnis von Missständen gehabt, ohne jemals wirksam einzuschreiten. Tonbänder, auf denen „Kevins“ Pflegemutter Gespräche mit ihm aufgezeichnet hatte, verschwanden auf dem Weg vom Jugendamt zum Gericht.

## Prozess
Einer der Beschuldigten, der von den Medien mit „Peter Sch.“ benannt und als geistig zurückgeblieben beschrieben wurde, gestand, „Kevin“ und Pascal missbraucht zu haben. Er habe sich in einem Hinterzimmer der Kneipe an den Kindern vergangen und der Wirtin dafür jeweils 20 Mark bezahlt. Nachdem das Verfahren gegen ihn von der Staatsanwaltschaft abgetrennt worden war, verurteilte ihn das Landgericht Saarbrücken im Oktober 2003 nach zwei Verhandlungstagen zu einer Freiheitsstrafe von sieben Jahren. In den Medien wurde dieser erste Prozess als Schnellverfahren kritisiert, bei dem der Angeklagte nur von einem Arbeitsrechtler verteidigt worden war.
Der Prozess gegen weitere zwölf Angeklagte – vier Frauen und acht Männer – begann am 20. September 2004. Zu Beginn wurde mit einem Urteil bis Jahresende gerechnet. Die Anklage stützte sich hauptsächlich auf die Zeugenaussage von „Andrea M.“, die sie vor Gericht zunächst auch wiederholte, später aber widerrief. Auch weitere Angeklagte belasteten sich gegenseitig und widerriefen ihre Aussagen später. Sonstige Beweise gab es nicht: weder wurde Pascals Leiche noch das Fahrrad, mit dem er am Tag seines Verschwindens unterwegs war, gefunden. Auch konnten an der Matratze in der Tosa-Klause, auf der der Junge vergewaltigt worden sein soll, keine Haare, Blut- oder Spermaspuren entdeckt werden.
Im Verlauf des Prozesses geriet die Verhandlung immer weiter ins Stocken. Auch kam Kritik gegen die Ermittlungsbehörden auf: man hätte die Beschuldigten, die zum Teil als geistig minderbegabt und alkoholkrank beschrieben wurden, bei ihren Aussagen psychisch und auch körperlich unter Druck gesetzt. Weiterhin erweckte ein psychologisches Gutachten Zweifel an der Glaubwürdigkeit von „Kevins“ Aussagen.
Bis Juni 2006 entließ das Gericht sämtliche Angeklagten aus der Untersuchungshaft, da es keinen dringenden Tatverdacht mehr gegen sie sah, sondern nur noch einen hinreichenden Tatverdacht. Das Verfahren gegen einen weiteren Angeklagten wurde wegen Verhandlungsunfähigkeit eingestellt.
Am 23. August 2007 forderte der Oberstaatsanwalt in seinem Plädoyer für elf der Angeklagten Freiheitsstrafen, in fünf Fällen davon lebenslang; einer der Angeklagten sei freizusprechen. Die Verteidiger plädierten durchweg auf Freispruch. Die Angeklagten hatten am 31. August 2007 das letzte Wort und beteuerten erneut ihre Unschuld. Nach 147 Verhandlungstagen und 294 Zeugenvernehmungen wurden alle zwölf Angeklagten am 7. September 2007 freigesprochen. Nicht ausgeräumte Zweifel an der Schuld der Angeklagten machten nach Aussage des Vorsitzenden Richters Ulrich Chudoba diese Entscheidung unabwendbar. Wegen eines Drogendelikts wurde die Wirtin der Tosa-Klause zu einer Freiheitsstrafe von einem Jahr auf Bewährung verurteilt.
In der Öffentlichkeit stieß das Urteil auf breite Kritik. Der damalige Vorsitzende der SPD-Landtagsfraktion und spätere Bundesminister der Justiz Heiko Maas erklärte: „Ich finde die Freisprüche zum Kotzen. Es ist unfassbar, dass es in einem der aufwändigsten Prozesse der deutschen Justizgeschichte nicht gelungen ist, den Tatvorwurf des Mordes und des Missbrauchs an einem kleinen Kind zu beweisen. Heute haben viele den Glauben an den Rechtsstaat verloren.“ Die Deutsche Kinderhilfe sprach von einem „schwarzen Tag für kindliche Opfer in deutschen Strafverfahren“.
Die Spiegel-Reporterin Gisela Friedrichsen verglich den Fall aufgrund massiver Vorverurteilung durch zahlreiche Medien, offensichtlicher Aussagesuggestion und -nötigung durch die Polizei, widerstreitender und sich gegenseitig beschuldigender Zeugenaussagen, wiederholter Aussagewiderrufe sowie deutlicher, auf das Aussageergebnis Missbrauch hinzielender Befragungssuggestion mit dem Montessori-Prozess (1992–1995) und den Wormser Prozessen (1994–1997).

## Revision
Gegen die Freisprüche von vier Angeklagten, unter anderem auch gegen den Teilfreispruch der Wirtin der „Tosa-Klause“, legte die Staatsanwaltschaft Saarbrücken Revision beim Bundesgerichtshof (BGH) ein. Mit Urteil vom 13. Januar 2009 bestätigte der 4. Strafsenat des Bundesgerichtshofes jedoch das Urteil des Saarbrücker Landgerichts. Nach Ansicht des BGH sind die Freisprüche nicht zu beanstanden. Fehler bei der Beweiswürdigung könne man nicht feststellen, das Urteil sei sorgfältig und eingehend begründet. Insbesondere habe das Landgericht keine überspannten Anforderungen an die zu einer Verurteilung erforderliche Überzeugungsbildung gestellt. Es habe vielmehr stets im Blick gehabt, dass fünf der in ihrer Persönlichkeitsstruktur auffälligen Angeklagten zeitweise bei Vernehmungen im Ermittlungsverfahren, Explorationen durch Sachverständige und teilweise auch noch in der Hauptverhandlung – jedenfalls zum Teil – geständige, später aber widerrufene Angaben gemacht haben.

## Ereignisse während und nach Abschluss des Prozesses
Noch vor Prozessende starben die als Nebenkläger am Prozess beteiligten leiblichen Eltern Pascals. Seine Mutter „Sonja Z.“ erlag am 14. Juni 2005 im Alter von 46 Jahren einer Gehirnblutung. Sein Vater „Heinz C.“ erlitt gut zwei Wochen später am 2. Juli 2005, 50-jährig einen Herzinfarkt. Er beteiligte sich danach an einer Kneipenschlägerei, in deren Vorfeld er von einem 39-jährigen beleidigt worden war. Gemäß der Obduktion war jedoch nicht die Schlägerei, sondern der vorausgegangene Herzinfarkt unmittelbare Ursache seines Todes, so dass die Polizei gegen die alkoholisierten Beteiligten nicht weiter ermittelte.
Der angeklagte „Günter L.“ erlitt am 23. September 2005 in der Untersuchungshaft einen Schlaganfall und wurde nachfolgend für haft- und verhandlungsunfähig erklärt, er verstarb noch vor der Urteilsverkündung. Sein Mitangeklagter „Jupp W.“ brach am 72. Verhandlungstag im Sitzungssaal zusammen, als Folge eines bereits seit vier Tagen andauernden Hungerstreiks. Um drei Wochen vertagte sich das Gericht, als der angeklagte „Martin R.“, welcher mutmaßlich Pascal als Letzter missbraucht haben soll, am 11. November 2004 in der Untersuchungshaft einen Selbstmordversuch beging. Nach seiner Entlassung am 12. Juni 2006 wurde der wegen Gewaltdelikten einschlägig Vorbestrafte bereits am 10. Januar 2007 erneut wegen Hausfriedensbruch, Körperverletzung und Diebstahl inhaftiert. Nach Freispruch von den Missbrauchsvorwürfen und Haftentlassung im September 2007 erstach derselbe am 29. Mai 2009 einen Nachbarn mit einem Küchenmesser. Da er zur Tatzeit stark alkoholisiert war, wurde ihm eine verminderte Schuldfähigkeit zugestanden und er erhielt im Dezember 2009 eine Freiheitsstrafe von sechs Jahren wegen Totschlags, die er bis Juli 2015 in der Justizvollzugsanstalt Saarbrücken verbüßte. Im April 2016 nahm ein Gericht den nun 53-jährigen „Martin R.“ wegen Wiederholungsgefahr vor dem Hintergrund neuerlicher Gewaltvorwürfe, Bedrohung, Nötigung, Körperverletzung und sexueller Belästigung einer 88-jährigen Nachbarin erneut in Untersuchungshaft. Am 14. November 2016 wurde er zu einer Haftstrafe von zwei Jahren und neun Monaten verurteilt. Das Gericht sah als erwiesen an, dass er der gefährlichen Körperverletzung, Bedrohung und Beleidigung schuldig sei. Für den Vorwurf des Sexualdeliktes fand die Kammer jedoch keine Beweise. Sein Verteidiger Walter Teusch kommentierte diesen Tatvorwurf mit den Worten „Offensichtlich hat sie [die Staatsanwaltschaft] nicht verkraftet, dass er im Pascal-Prozess freigesprochen wurde“ und kündigte Berufung an.
In den Prozess war auch die französische Justiz involviert, die auch nach den Saarbrücker Freisprüchen weiter gegen einen französischen Staatsbürger ermittelte, welcher sich in der grenznah in Frankreich gelegenen Forbacher Wohnung eines Hauptangeklagten an Missbrauchshandlungen beteiligt haben soll. Noch vor Abschluss der Ermittlungen verstarb dieser im März 2010 eines natürlichen Todes.
Das Landgericht Hamburg stoppte die Auslieferung des im September 2008 von Gisela Friedrichsen veröffentlichten Buchs „Im Zweifel gegen die Angeklagten: Der Fall Pascal“ durch eine einstweilige Verfügung vom 13. Januar 2009. Der Verlag Random House legte Widerspruch ein, am 9. Oktober 2009 wurde die Verfügung aufgehoben (Urteil 324 O 943/09 Landgericht Hamburg). Im Juni 2010 gab das Berliner Kammergericht einer Klage des nun 15-jährigen „Kevin“, vertreten durch seine Pflegemutter, gegen Friedrichsen statt. Das Gericht sah die im Buch aufgestellte Behauptung, der Prozess sei durch „Unterstellungen der Pflegemutter“ überhaupt erst angestoßen worden, als unzulässig an und verurteilte den Verlag, die weitere Auslieferung des Buches einzustellen und die verbliebenen Exemplare zu vernichten.
Im Mai 2011 wurde bekannt, dass ein Hinweis, wonach der Leichnam zwar zunächst in der lothringischen Kiesgrube verscharrt, dann aber wieder ausgegraben und an einem anderen Ort in Luxemburg vergraben worden sein sollte, seitens der Justiz nicht weiter verfolgt wurde. Dieser Hinweis mit der Nummer 677 basiert auf einem Geständnis, das die Mitangeklagte „Andrea M.“ während ihrer Haftzeit gegenüber einer Mitgefangenen gemacht haben soll.
Sechzehn Jahre nach dem Verschwinden Pascals trat das unter dem Pseudonym „Kevin“ aus den Medien bekannte, zweite kindliche Missbrauchsopfer erstmals an die Öffentlichkeit. Der heute erwachsene Mann ist unter seinem tatsächlichen Namen in den Medien präsent. Bernhard Müller selbst sagt: „Ich will mich nicht mehr hinter der Fassade des Opfers verstecken. Die Menschen sollen sehen, wer ich bin und wie ich heiße“.
Im November 2021 wurde der 60 Jahre alte Bruder eines der Angeklagten von zwei Bekannten getötet, nachdem er ihnen bei einem Trinkgelage erzählt hatte, sein verstorbener Bruder habe Pascal ermordet. Die zum Tatzeitpunkt 50 Jahre alte Iris B. und der 41 Jahre alte Pascal G. erwarben am folgenden Tag in einem nahe gelegenen Baumarkt eine Kettensäge und trennten damit die Extremitäten ab, die sie in einem Waldstück in Bilsdorf versteckten. Der Torso verblieb in der Wohnung des Opfers in der Hubertusstraße in Nalbach. Pascal G. wandte sich danach an die Polizei in Saarlouis und gestand seine Tat. Er wurde 2022 zu siebeneinhalb Jahren Gefängnis verurteilt, Iris B., die einige Tage später in einem Krankenhaus Mitarbeiter und Polizeibeamte beleidigt und den Hitler-Gruß gezeigt hatte, zu zehneinhalb Jahren.

## Künstlerische Rezeption
An den Fall Pascal lehnte der Dramatiker Franz Xaver Kroetz im Jahr 2004 sein Stück Du hast gewackelt. Requiem für ein liebes Kind an, das 2012 im Cuvilliés-Theater in München uraufgeführt wurde. Darin werden die Vorwürfe der Staatsanwaltschaft, die vor Gericht nicht bewiesen werden konnten, als Tatsachen vorausgesetzt.
Im Jahr 2012 schuf der Siegburger Bildhauer Bruno Harich den „Gedenkstein gegen das Vergessen“. Zentrales Element des Werks ist der unter Mitwirkung des „Kevin“ in afrikanischen Quarzit eingemeißelte „Brief an Pascal“. Medienberichten zufolge lehnte die Stadtverwaltung Saarbrücken eine Aufstellung am Ort des Geschehens im Stadtteil Burbach ab. Nach über Jahre hinweg wechselnden Standorten in Nordrhein-Westfalen und Rheinland-Pfalz fand die Stele 2017 einen festen Platz im saarländischen Schwalbach.